# Меликуко
Мелику̀ко (на италиански: Melicucco) е градче и община в Южна Италия, провинция Реджо Калабрия, регион Калабрия. Разположено е на 167 m надморска височина. Населението на общината е 5015 души (към 2012 г.).